# Provençals del Poblenou

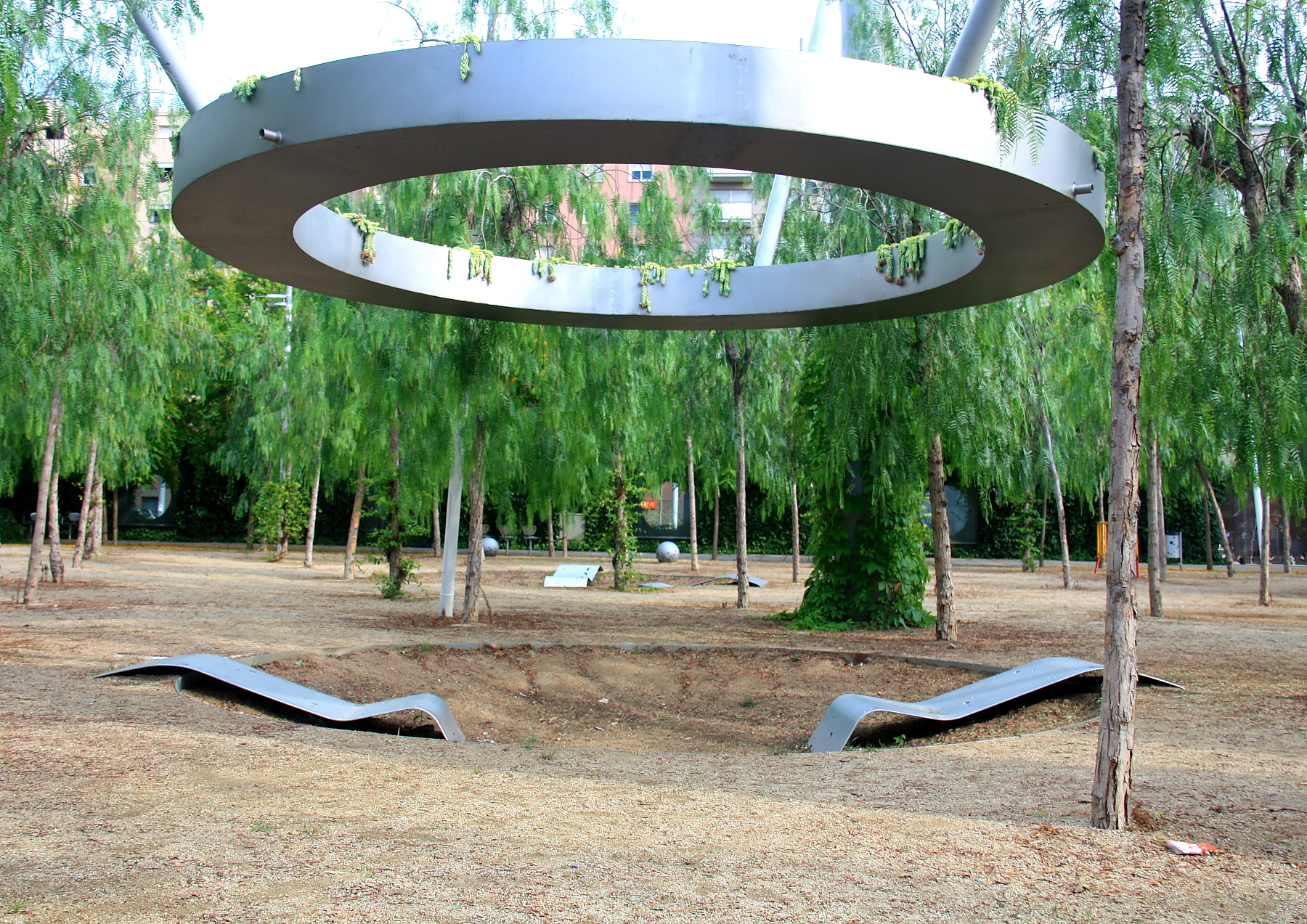
Parc del Centre del Poblenou, situat a Provençals del Poblenou

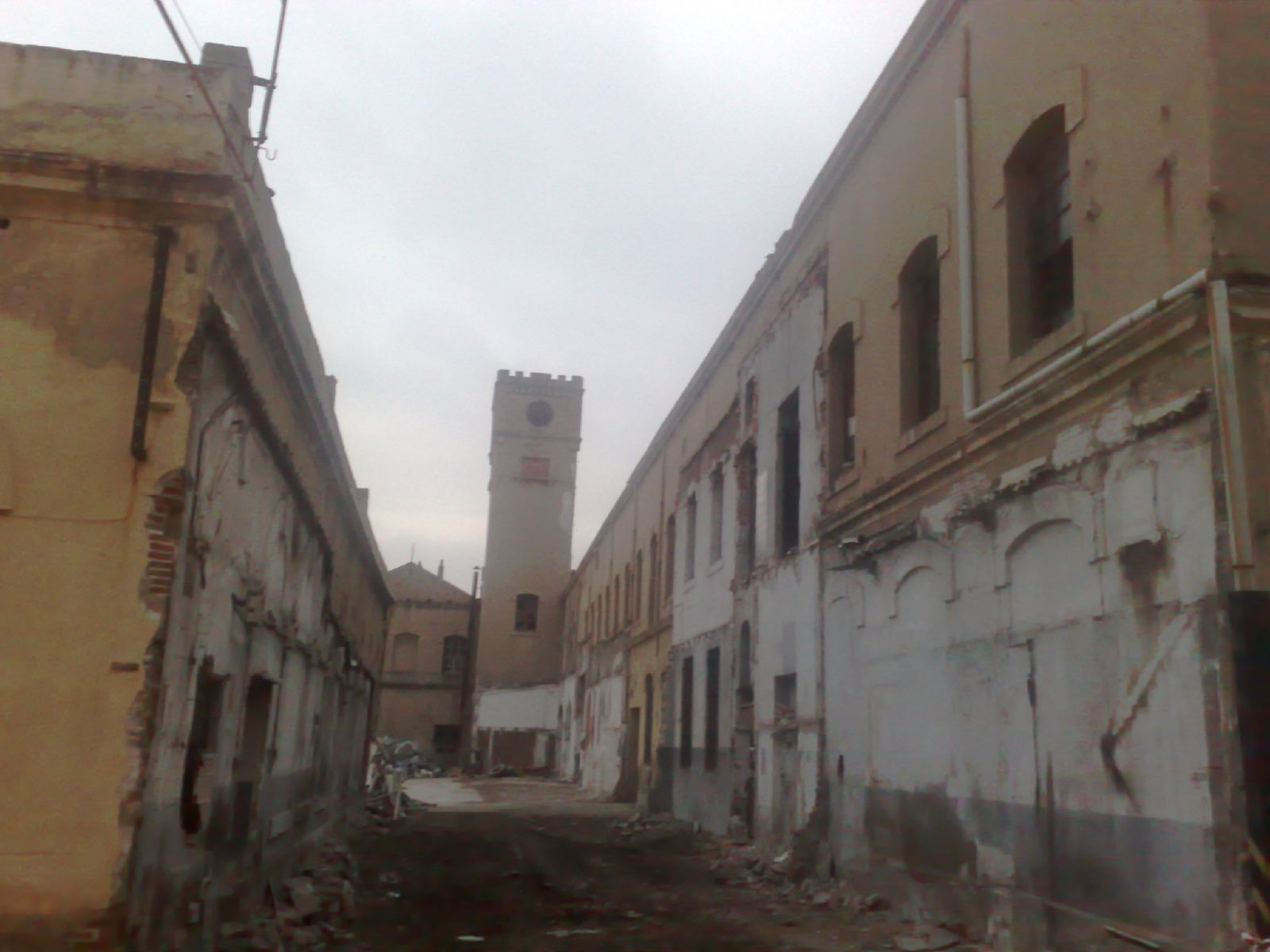
Can Ricart, on hi ha el Centre de Producció d'Arts Visuals Hangar

Provençals del Poblenou és un dels deu barris del districte barceloní de Sant Martí. Està situat per sobre l'avinguda Diagonal i per sota de la Gran Via de les Corts Catalanes. Limita amb els barris de Sant Martí de Provençals, Besòs i el Maresme, Diagonal Mar, Poblenou i el Parc i la Llacuna del Poblenou.
Aquest barri és una zona que no tenia una identitat urbana ben definida fins fa poc i el topònim fa referència a l'antic municipi de Sant Martí de Provençals i la vinculació d'aquest sector amb el territori històric del Poblenou.
Hi ha dues unitats diferenciades al barri: per una banda la part de Gran Via de les Corts Catalanes i la zona que s'estén fins a la Diagonal i que s'inclou dins del sector del 22@
S'hi troben el Parc del Centre del Poblenou, dissenyat per Jean Nouvel, l'antic complex industrial de Can Ricart d'usos col·lectius.

## Transport públic
Al barri només hi passen línies de tramvies, concretament dues, la T4 i T5 del Trambesòs. Hi ha fins a 5 parades al barri més dues de properes.
Parades de tramvia dins del barri:
- T4: Pere IV
- T4: Fluvià
- T5 i T6: Can Jaumandreu
- T5 i T6: Espronceda
- T5 i T6: Sant Martí de Provençals

Parades de metro properes al barri:
- L1: Glòries.
- L4: Besòs.
- L4: Selva de Mar.